# Rafael Ramos Pérez
Rafael Ramos Pérez (Nerva, 28 d'octubre de 1911 - Carcassona, 2 de setembre de 1985) fou un ciclista espanyol, professional entre 1936 i 1950, tot i que amb algunes interrupcions. El 28 de març de 1958 es nacionalitzà francès.
En el seu palmarès destaca una victòria d'etapa a la Volta a Espanya de 1936. En aquesta mateixa edició finalitzà en la sisena posició final.

## Palmarès
- 1936
  - Vencedor d'una etapa de la Volta a Espanya
- 1936
  - 1r als Sis dies de Buenos Aires (amb Antonio Prior)
- 1937
  - Vencedor d'una etapa del Tour del Sud-oest

### Resultats al Tour de França
- 1937. Abandona (11a etapa)
- 1938. 19è de la classificació general

### Resultats a la Volta a Espanya
- 1936. 6è de la classificació general